# CGS-21680
CGS-21680 je agonist specifičan za adenozinski A2A tip receptora. On je obično prisutan kao organska hidrohloridna so molekulske težine 536,0 g/M. On je rastvoran do 3,4 mg/mL u DMSO-u, i 20 mg/mL u 45% aq 2-hidroksipropil-β-ciklodekstrin.
Ovaj materijal se koristi za istraživanje neuronske transmisije. To obuhvata istraživanja respiracije gde A2A receptori učestvuju u generaciji ritma.

## Literatura
- Mayer CA, Haxhiu MA, Martin RJ, Wilson CG (2006). „Adenosine A2A receptors mediate GABAergic inhibition of respiration in immature rats”. J Appl Physiol. 100 (1): 91—97. PMID 16141383. doi:10.1152/japplphysiol.00459.2005.
- Xie S, Shafer G, Wilson CG, Martin HB (2006). „In vitro adenosine detection with a diamond-based sensor”. Dia Rel Mater. 15 (2-3): 225—228. doi:10.1016/j.diamond.2005.08.018.

## Spoljašnje veze
1. ↑  „Example Domain”. www.example.com. Приступљено 2018-08-01.